# تارتاروس
في الأساطير اليونانية، تارتاروس (/ˈtɑːrtərəs/; اليونانية القديمة: Τάρταρος، بالحروف اللاتينية: Tártaros)هي الهاوية العميقة التي تستخدم كزنزانة للعذاب والمعاناة للأشرار وكسجن للعمالقة. وفقًا لحوار (غورغياس) لأفلاطون (حوالي 400 قبل الميلاد) فإن تارتاروس هو المكان الذي تُدان النفوس بعد الموت، ويتلقى فيه الأشرار العقاب الإلهي. في كتاب (ثيوجوني) للشاعر هسيودوس تم تصوير تارتاروس كواحد من أقدم الكيانات الموجودة، جنبًا إلى جنب مع الفوضى وغايا (الأرض) وإيروس (الحب).

## الأساطير اليونانية
في الأساطير اليونانية، يعتبر تارتاروس إله وأيضا مكان في العالم السفلي.

### تارتاروس الإله
في قصيدة ثيوغونيا للشاعر اليوناني هسيود (أواخر القرن الثامن قبل الميلاد)، كان تارتاروس هو ثالث الآلهة البدائية، بعد الفوضى وغايا (الأرض)، وقبل إيروس، وكان والد الوحش تايفون بواسطة غايا. وفقًا للكاتب جايوس يوليوس هيجينوس [الإنجليزية] كان تارتاروس من نسل أيثر وجايا.